# Murthly
Murthly, schottisch-gälisch: Mórthlaich, ist eine schottische Ortschaft in der Council Area Perth and Kinross. Sie liegt in der traditionellen Grafschaft Perthshire rund acht Kilometer südöstlich von Dunkeld und 15 Kilometer nördlich des Zentrums von Perth am rechten Ufer des Tay.

## Geschichte
In der Umgebung von Murthly finden sich verschiedene Belege prähistorischer Besiedlung. Hierzu zählen zwei Steinkreise, die auf eine rituelle Bedeutung in der Stein- und Bronzezeit hindeuten. Während einer der Steinkreise in der Ortschaft selbst zu finden ist, steht der zweite auf dem Grund von Murthly Castle. Das heutige Herrenhaus geht auf ein Tower House aus dem 16. Jahrhundert zurück. Die 1744 südöstlich von Murthly errichtete Kirk o’ the Muir resultierte aus der ersten Sezession der schottischen Landeskirche.
Als nördlichste Befestigungslinie der römischen Besatzung Schottlands wurde im 1. Jahrhundert die Gask-Ridge-Linie errichtet. Als Teil dieser Grenzbefestigung wurde das Legionslager Inchtuthil am gegenüberliegenden Tay-Ufer eingerichtet.
Im April 1864 wurde in Murthly das Perth District Lunatic Asylum als psychiatrische Anstalt eröffnet. Im Laufe des Ersten Weltkriegs diente sie als psychiatrisches Militärhospital. In den 1960er Jahren wurde die Einrichtung dem Murray Royal Hospital in Perth untergeordnet und schließlich 1984 geschlossen. Die Gebäude wurden weitgehend abgetragen. Auf dem Gelände entstand das Wohngebiet Druid’s Park, durch welches sich die bebaute Fläche Murthlys beinahe verdoppelte.

## Verkehr
Murthly ist an der untergeordneten B9099 gelegen. Die 1899 errichtete Caputh Bridge führt die Straße über den Tay zur A984, die von Dunkeld nach Coupar Angus führt. Im Westen ist die A9 (Polmont–Scrabster), im Osten die A93 (Perth–Aberdeen) in kurzer Distanz erreichbar.
1856 wurde mit der Eröffnung der Perth and Dunkeld Railway ein Bahnhof in Murthly eingeweiht. Zunächst verfügte er nur über einen Bahnsteig, erhielt 1867 jedoch einen zweiten. Das heute denkmalgeschützte Stellwerk wurde 1917 vom Bahnhof Inverness nach Murthly versetzt. Der Bahnhof der zwischenzeitlich zur Highland Line gehörende Strecke wurde 1965 für den Passagier- und vier Jahre später für den Güterverkehr geschlossen. Als Teil der Highland Main Line ist die Strecke bis heute in Betrieb. Die ehemalige Fußgängerbrücke des Bahnhofs wurde an den Museumsbahnhof Bo’ness versetzt.